# Stadion Al-Hilal
Stadion Al-Hilal (Arabski: إستاد الهلال) to wielofunkcyjny stadion znajdujący się w mieście Omdurman, w Sudanie. Na tym stadionie swoje mecze rozgrywa drużyna piłkarska Al-Hilal Omdurman. Stadion został oddany do użytku 26 stycznia 1968, może pomieścić aż 45000 widzów. Mecz otwarcia na tym stadionie zespół Al-Hilal rozegrał z reprezentacją Ghany. Spotkanie zakończyło się remisem 1:1.